# Бульвар Незалежності (Бровари)
Бульва́р Незале́жності — одна з магістральних вулиць міста Бровари. Протяжність бульвару становить 4 000 метрів. Бульвар починається з вулиці Героїв України навпроти майдану Свободи, закінчується в селі Перемога.

## Історія
До 1968 року вулиця мала назву Бульварна. 23 жовтня 1968 року перейменована на вулицю 50 років ВЛКСМ — на честь 50-ї річниці заснування ВЛКСМ. Сучасну назву та статус бульвару вулиця отримала 15 вересня 1992 року — на честь проголошення незалежності України 1991 року.

## Відомі будинки та об'єкти
- № 3 — будинок, який постраждав унаслідок Броварської катастрофи 2000 року;
- № 4 — МКЦ «Прометей»;
- № 5 — Броварська міська бібліотека для дорослих;
- № 14б — Броварський професійний ліцей;
- № 16 — Трикотажна фабрика;
- колишня міськрайонна доросла поліклініка;
- Завод порошкової металургії;
- Броварський завод будівельних конструкцій;
- Завод пластмас;
- Логістичний центр;
- Алюмінієвий завод.